# LG Optimus Link
LG P690 Optimus Link — продолжение линейки LG Optimus от LG Electronics. Его предшественником являлся LG Optimus One, установивший в 2010 году серию рекордов по продажам. LG постарались закрепить свой успех на рынке бюджетных смартфонов и в июле 2011 года представили новый LG P690 — смартфон на платформе Android 2.3.4, который отличается от своего предшественника меньшим весом, меньшей толщиной, скоростью процессов и расширенным функционалом.
В странах СНГ доступна также его модификация — LG P698 Optimus Link Dual SIM — первый смартфон от LG с двумя SIM-картами.

## Технические особенности
LG P690 реализован в формате сенсорного бесклавиатурного моноблока с емкостным экраном. Поддерживается мультитач. Смартфон снабжен «фирменным» интерфейсом Optimus UI, который несколько удобнее стандартного интерфейса Android.
Смартфон позиционируется как молодёжный, ориентирован на активное общение в социальных сетях. В поставке для СНГ установлены клиенты для социальных сетей «ВКонтакте» и «Одноклассники», мессенджер «Агент Mail.ru», приложение «Яндекс. Карты». Специально разработанный виджет Social+ позволяет обновлять статус сразу в нескольких популярных сетях. За исключением перечисленных программ функциональный набор Optimus P690 соответствует стандартному для Android Gingerbread(2.3).

## Варианты названий
- LG P690 Optimus Link
- LG Optimus Net
- LG Gelato